# Kurrholmen
Kurrholmen og Godnatt i Karlskrona i Blekinge län i Sverige er to befæstningstårne, som blev opført 1857-1863. Tårnene er donjoner, en fæstningstype som man har anvendt i Europa siden middelalderen.
Allerede under opførelsen blev de to tårne umoderne. På grund af artilleriets tekniske udvikling kunne murværket ikke længere stå imod en beskydning fra de nye, moderne kanoner. Befæstningsplanen for Karlskrona, som omfattede flere lignende tårne, blev derfor aldrig fuldført.
Kurholmen og Godnatt er en del af Flådehavnen Karlskrona, der siden 1998 været optaget på UNESCO's Verdensarvsliste.
56°08′30″N 15°32′43″Ø / 56.1416°N 15.5454°Ø